# Red Hot Chili Peppers
Red Hot Chili Peppers (часто используется аббревиатура RHCP; с англ. — «Красные острые перцы чили») — американская рок-группа, образованная в 1983 году в Калифорнии вокалистом Энтони Кидисом, басистом Майклом Бэлзари (больше известным как Фли), гитаристом Хиллелом Словаком и барабанщиком Джеком Айронсом. Обладает 7 премиями «Грэмми». Во всём мире проданы более 80 миллионов копий их альбомов. По версии VH1 «100 Greatest Artists of Hard Rock» заняли 30-е место. 14 апреля 2012 года группа была включена в Зал славы рок-н-ролла. Группа заняла третье место в символическом списке «Лучшие исполнители за 10 лет скробблинга» портала Last.fm.

## История группы

### Ранние годы (1983—1984)

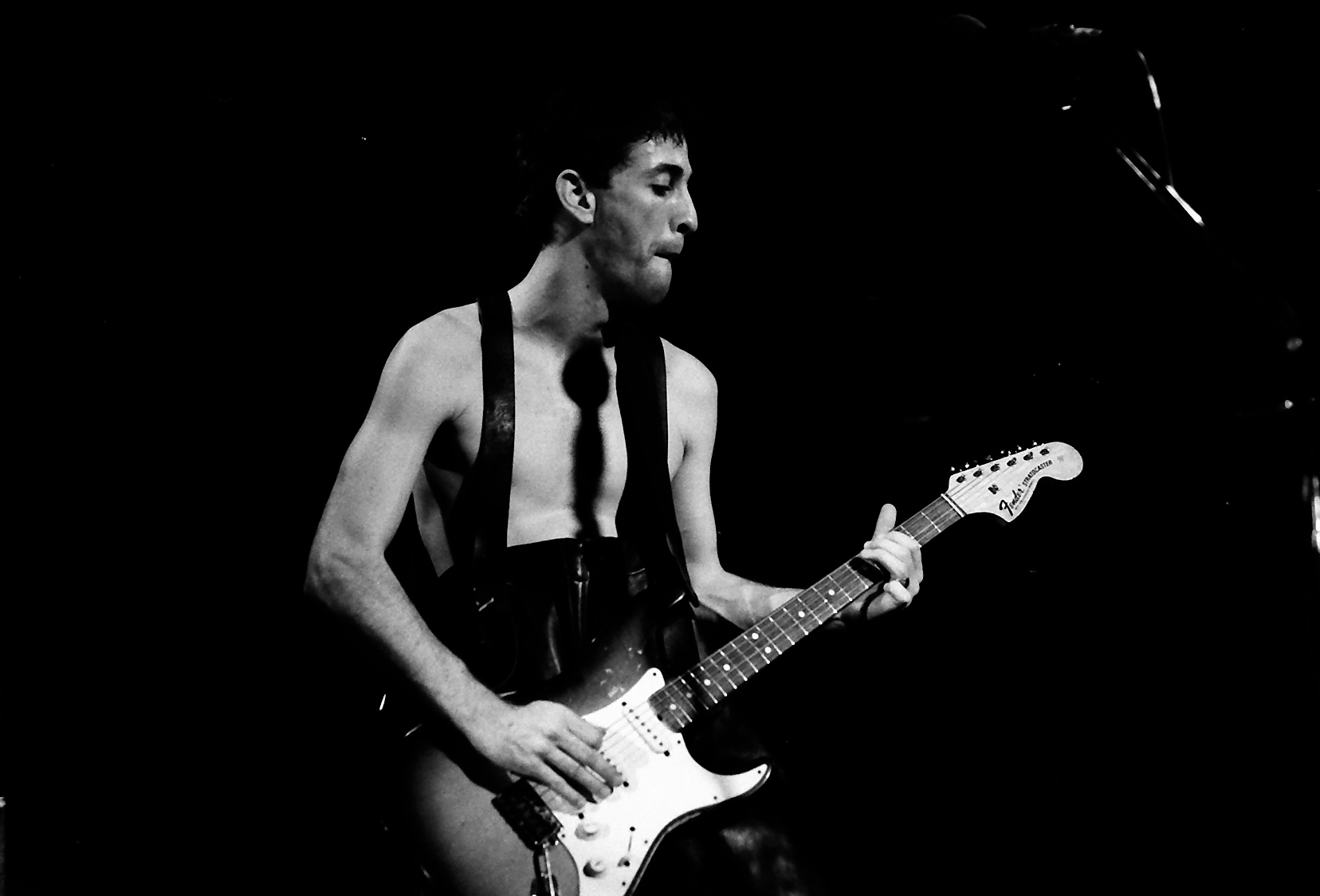
Гитарист Хиллел Словак на концерте в Филадельфии в 1983 году

Группа Red Hot Chili Peppers была основана певцом Энтони Кидисом, гитаристом Хиллелом Словаком, басистом Фли и ударником Джеком Айронсом, одноклассниками по Fairfax High School в Лос-Анджелесе. Первоначально — под названием Tony Flow & the Miraculously Majestic Masters of Mayhem. Их первое выступление прошло в the Rhythm Lounge Club перед кучкой из 30 человек. Выступление было построено на чистой импровизации. В частности, Энтони Кидис просто читал своё стихотворение «Out in L.A.», в то время как другие музыканты джемовали. Словак и Айронс играли в группе What Is This?, а Tony Flow & the Miraculously Majestic Masters of Mayhem была задумана как одноразовая группа. Однако выступление было таким живым, что группу попросили выступить на следующей неделе. Из-за такого неожиданного успеха группа сменила название на Red Hot Chili Peppers и развернула активную концертную деятельность. Несколько песен из концертных выступлений того периода вошли в первый альбом группы.
Спустя несколько месяцев после их первого выступления группа была объявлена как The Red Hot Chili Peppers и была замечена EMI, после чего был подписан контракт (1984). Две недели спустя What Is This? также получает контракт на запись, но уже с MCA. Однако, Словак и Айронс без долгих раздумий оставляют группу и посвящают себя What Is This?. Вместо того, чтобы распустить группу, Кидис и Фли находят новых участников. Ими становятся друг Фли, ударник панк-рок группы The Weirdos, Клифф Мартинес и гитарист Джек Шерман.
Гитарист Gang of Four Энди Гилл продюсировал первый альбом. Гилл, который «не понимал эстетику и идеологию группы», постоянно спорил с группой о записи звука. Кидис вспоминает, что «Энди хотел сделать хит, постоянно поднимая этот вопрос перед группой. Это было неудачным решением». Несмотря на опасения Кидиса и Фли, Гилл подтолкнул группу к более чистому, чёткому, дружественному звучанию. Их дебютный одноимённый альбом, The Red Hot Chili Peppers, вышел 10 августа 1984 года. Хотя альбом и не побил никаких денежных рекордов, но ротация на радио в колледже и MTV помогла собрать фанатов. В конечном итоге альбом был продан тиражом в 300 000 копий. Однако группа была расстроена общим звучанием альбома, чувствуя, что он был слишком отполированным («будто он прошел стерилизацию через двойную машинку для обуви»). В течение последующего тура продолжала нарастать напряжённость в отношениях Кидиса и Шермана, усложнявшаяся переходом от концертной жизни к дневной рутине. Шерман вскоре был уволен, а Словак вернулся в группу.

### Freaky Styley(1985—1986)
Джордж Клинтон (Parliament, Funkadelic) продюсировал следующий альбом, Freaky Styley. В альбоме явно доминируют элементы панка и фанка, предвосхищая то направление, к которому группа придёт позже. Во многом благодаря работе Клинтона музыка группы стала разнообразнее и интереснее. Участники группы употребляли кокаин во время записи альбома, это повлияло на его тексты и звучание. С Клинтоном у группы отношения складывались лучше, чем с Джиллом, но Freaky Styley, вышедший 16 августа 1985 года, также не достиг большого успеха, с треском провалив шансы попасть в какой-либо чарт. Последующий тур также оказался провальным. Несмотря на все неудачи, группе нравился Freaky Styley; Кидис говорил: «Это так превосходит всё, что мы когда-либо делали, что теперь я думаю, что мы на пути к чему-то большему». Группа появилась в фильме «Крутые ребята», исполняя «Set It Straight» в клубе Лос-Анджелеса. Также в 1986 году выходит фильм «Столкновение» про скейтбордистов, где участники группы играют самих себя, выступая в одном из городских ночных клубов с песней «Blackeyed Blonde».
Весной 1986 года группа решила начать работу над своим следующим альбомом. EMI дали им бюджет в пять тысяч долларов для записи демо, и группа выбрала в качестве продюсера Кита Левина, потому что он разделял интересы группы в наркотиках. Кит и Словак решили пустить две тысячи долларов на героин и кокаин. Это решение создало напряжение между участниками группы. Сердце Мартинеса «уже было не в группе», но он не покидал её, поэтому Кидис и Фли уволили его. После этого бывший ударник Джек Айронс вернулся в группу к большому удивлению её участников, что означало, что впервые основной состав снова вместе, чего не было с 1983 года. Во время записи и последующего тура «Freaky Styley» Кидис и Словак столкнулись с изнуряющей наркотической зависимостью. Из-за этого у Кидиса «уже не было того драйва и желания писать новые тексты». Он появлялся на репетициях «буквально засыпая». Он был быстро выкинут из группы после тура на месяц, чтобы пройти курс реабилитации.

### The Uplift Mofo Party Plan(1987—1988)

Red Hot Chili Peppers в 1988 году во время The Uplift Mofo Party Tour. Слева направо: Джек Айронс, Фли, Энтони Кидис, Хиллел Словак

Группа выиграла награду LA Weekly «Группа года», что заставило Кидиса избавиться от зависимости, чтобы продолжить заниматься музыкой. Он позвонил своей матери в Мичиган, и та отправила его в реабилитационный центр. После реабилитации он почувствовал «огромный прилив энтузиазма» и благодаря своей трезвости написал песню «Fight Like a Brave» по пути домой. Он присоединился к группе в Лос-Анджелесе, чтобы записать новый альбом The Uplift Mofo Party Plan. Chili Peppers хотели нанять Рика Рубина в качестве продюсера, но он отказался. В конце концов группа наняла Майкла Бейнхорна — последний выбор группы. Энтони обсуждал с Майклом нюансы записи альбома; Кидис планировал записать альбом за десять дней и писать новые песни непосредственно во время записи альбома. Вскоре песни начали быстро появляться, и альбом принял свою форму, смешивая фанк-ритмы и ощущения, что и в Freaky Styley, но уже с более непосредственным подходом к панк-року.
Альбом был записан в подвале Capitol Records Building. Сам процесс записи альбома был сложным; Кидис часто пропадал в поисках наркотиков. После пяти дней трезвости Кидис решил снова начать принимать наркотики, чтобы отпраздновать написание новых песен. Его зависимость «устроила погром в ранее гладком процессе записи альбома», но группа все равно приятно проводила время в процессе записи. Группа вдохновилась возвращением бывшего ударника Джека Айронса, который «добавил такой важный и уникальный элемент в нашу химию». Словак помог Кидису записать вокальные партии для альбома и впоследствии бегал по студии с криками «Это самая прекрасная вещь, которую мы когда-либо делали».
29 сентября 1987 года вышел новый альбом The Uplift Mofo Party Plan, который стал первым альбомом группы, появившимся в чарте. Хотя он и занял всего лишь 148 место в Billboard 200, это был значительный успех в сравнении с двумя предыдущими. Однако в это время Кидис и Словак стали ещё больше зависеть от наркотиков, часто бросая группу. Зависимость Словака привела к его смерти 25 июня 1988 года, незадолго до окончания Uplift тура.
Кидис сбежал из города, не посетив похороны Словака. Айронс решил, что ему нужно покинуть группу, в которой умер его друг. Много лет спустя Айронс, продолжительное время боровшийся с депрессией, станет участником гранж-группы из Сиэтла, Pearl Jam. Кидис и Фли спорили, стоит ли продолжать создавать музыку, и в конечном итоге решили двигаться вперёд, надеясь продолжить то, что Словак «помог построить».

### Mother’s Milk(1988—1990)

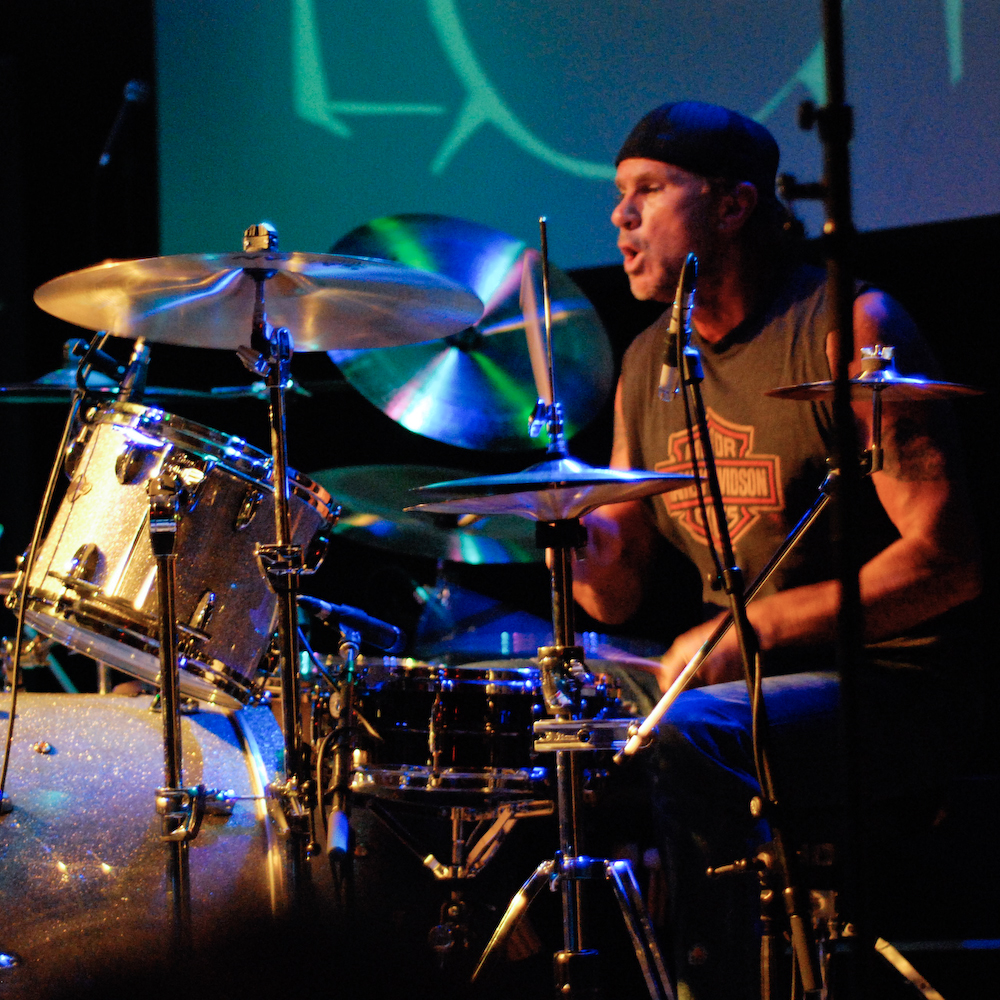
Чед Смит стал барабанщиком группы путём открытого прослушивания в ноябре 1988 года заменив Ди. Эйч. Пелигро.

После потери двух первоначальных участников группы Фли и Кидис начали искать музыкантов для замены. В сентябре 1988 они выбрали ДеВейна МакНайта, бывшего участника Parliament-Funkadelic, чтобы заменить Словака на гитаре; Ди. Эйч. Пелигро, участник Dead Kennedys, заменил Айронса. В этом составе они написали песню «Blues For Meister», которую исполнял Фли в течение трёх выступлений, после чего МакНайт был уволен. МакНайт был расстроен увольнением и грозился сжечь дом Кидиса. Вскоре после этого Фли и Кидис нашли ему замену в лице юного гитариста Джона Фрушанте, который впервые присоединился к группе в октябре 1988 года. Фрушанте был преданным фанатом Red Hot Chili Peppers и, как говорит Фли, «действительно талантливый и знающий музыкант. Он знает всё то дерьмо, которое не знаю я. Я в общем-то ничего не знаю о истории музыки, а он заучивает всё это до смерти. Он очень дисциплинированный музыкант. Всё, о чём он волнуется — это его гитара и сигареты». Фрушанте присоединился к Кидису, Фли и Пелигро, и в новом составе они начали писать материал для следующего альбома и отправились в небольшой тур. Однако в ходе тура Фли и Кидис решили, что необходимо уволить Пелигро из-за его наркотической зависимости. Так же, как и МакНайт, Пелигро не смог принять своего увольнения, и годы спустя Кидис сказал, что увольнение Пелигро было одной из самых жестоких вещей, которые он когда-либо совершал.
RHCP снова остались без ударника и проводили прослушивания в ноябре 1988 года. Во время последнего прослушивания ударник Чед Смит, ростом 191 см, «зажёг пламя под нашими задницами», как сказал Фли. Смит был проблемным музыкантом, но Chili Peppers были уверены, что найдут с ним общий язык. Кидис позже сказал, что на прослушивании Смит «покинул группу в состоянии дикого хохота, из которого они не могли выбраться в течение получаса». Смит очень отличался от трёх участников группы; Фли, Кидиса и Фрушанте вдохновлял панк-рок, а Смит своей любовью к более тяжёлой музыке и видом байкера вставал против интересов остальных участников. Кидис предупредил Смита, что он нанят на одном условии: Смит должен был обрезать свои длинные байкерские волосы. Он отказался это делать, а Кидис не стал спорить со Смитом, который был гораздо больше его самого. Смит был принят в ноябре 1988, сыграл несколько шоу в декабре и тремя месяцами позже уже работал с группой над новым альбомом.

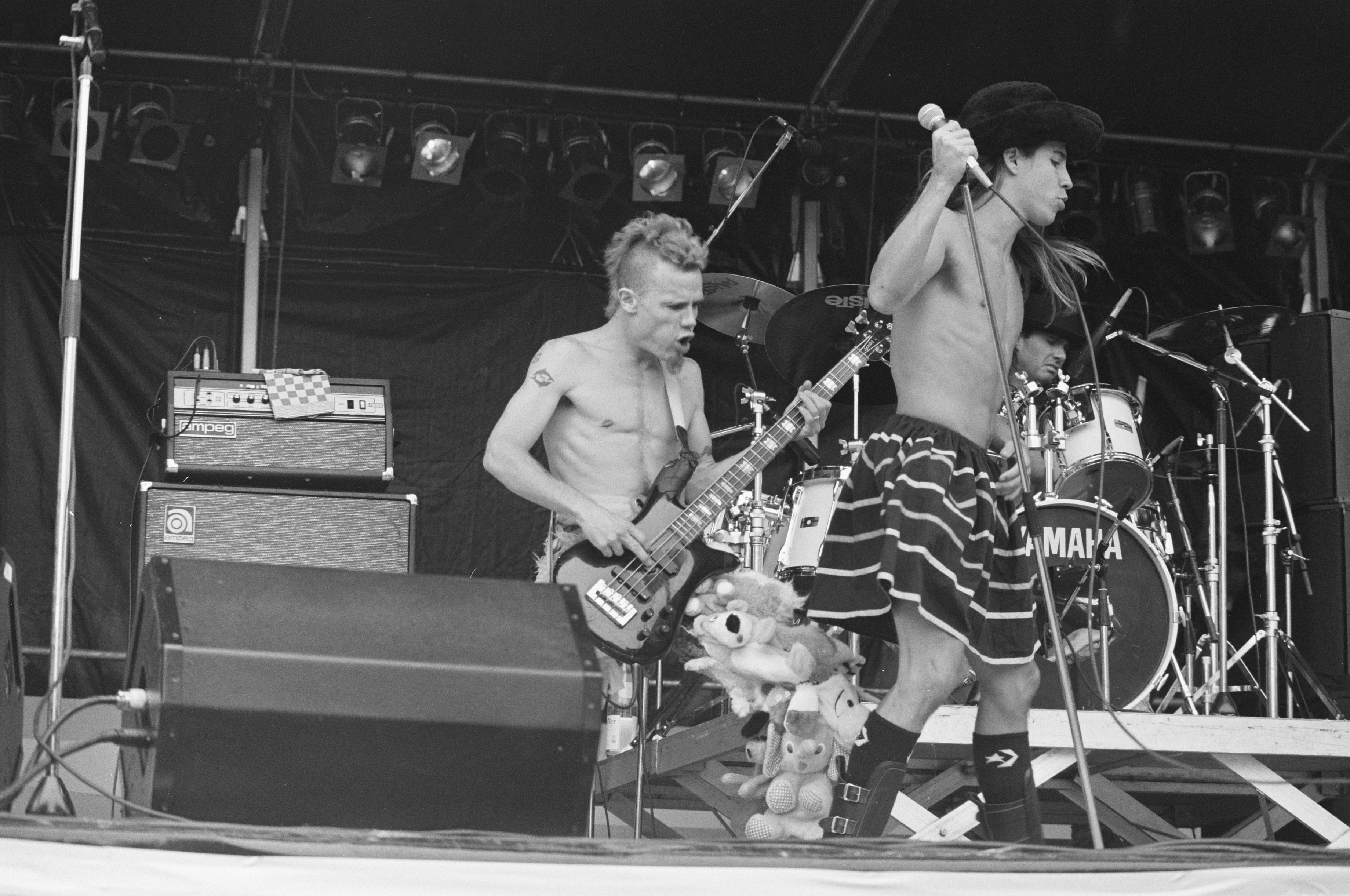
Амстердам, 1989 год

В отличие от постоянно прерывавшейся записи The Uplift Mofo Party Plan, запись Mother’s Milk проходила плавно. Группа записала основные треки в марте — начале апреля 1989 в студии Hully Gully в Silver Lake; такие песни, как «Knock Me Down», были записаны в ходе импровизации, без какого-либо вмешательства после возвращения продюсера Майкла Бейнхона. Хотя стресс и конфликты присутствовали во время записи альбомов Chili Peppers, запись Mother’s Milk была особенно неприятной из-за непрекращающегося желания Бейнхорна создать новый хит. Фрушанте и Кидис были разочарованы отношением продюсера. В апреле 1989 года Chili Peppers приступили к небольшому туру, чтобы отдохнуть в новом составе.
Вышедший 16 августа 1989 года Mother’s Milk достиг 52 места в U.S. Billboard 200. Пластинка провалилась в чартах по всей Европе и Британии, но забралась на 33 место в Австралии. «Knock Me Down» достигла 6 места в U.S. Modern Rock Tracks, в то время, как «Higher Ground» была на восьмом месте. В конечном итоге последняя оказалась более успешной, однако влияние иностранных чартов привело к 54 месту в Великобритании и 45 в Австралии и Франции. Mother’s Milk стал золотым по версии Recording Industry Association of America в конце марта 1990 — сейчас он считается платиновым и стал первым альбомом Chili Peppers, продавшимся свыше 500 000 копий.

### Blood Sugar Sex Magikи первый уход Фрушанте (1990—1992)
В 1990 после успеха Mother’s Milk группа решила, что нужно прекратить сотрудничество с EMI, и вступила в большую войну лейблов. В конечном итоге был подписан контракт с Warner Bros. Records, и был нанят Рик Рубин в качестве продюсера их тогда ещё неназванного пятого альбома. Рубин, который впоследствии спродюсирует все последующие альбомы группы, сначала отказался, ссылаясь на наркотическую зависимость Хиллела и Энтони. Во второй же раз он чувствовал, что группа в лучшем состоянии и настроена на работу. Написание самого альбома было более продуктивным, чем это было с Mother’s Milk. Как сказал Кидис: «Каждый день была новая музыка, чтобы я написал для неё слова». Группа провела шесть месяцев, записывая альбом. Однако Рубин был недоволен обычной звукозаписывающей студией, думая, что группа будет работать лучше без традиционной настройки, и что это повысит их творческую продуктивность. Рубин предложил особняк, в котором когда-то жил волшебник Гарри Гудини, и все согласились. Музыканты решили, что останутся в особняке на все время работы над альбомом, однако Смит, убеждённый, что в доме были привидения, отказался остаться. Но он приезжал туда каждый день на мотоцикле. Фрушанте согласился со Смитом и сказал, что «в замке действительно есть привидения», но, в отличие от Смита, он думал, что они были «очень дружелюбными. Мы [группа] могли чувствовать только тёплые вибрации и счастье повсюду в этом доме». Рубин сейчас является владельцем звукозаписывающей студии, известной как «Особняк». Во время записи музыканты согласились дать разрешение брату Фли на съёмку. Когда запись альбома была завершена, Chili Peppers выпустили видео под названием Funky Monks. Группа не могла решить, каким должно быть название альбома, но Рубин обожал одну из песен, которая называлась «Blood Sugar Sex Magik». Хотя она и не была одной из обработанных песен, Рубин считал, что это будет, «честно говоря, самое лучшее название».
Blood Sugar Sex Magik был выпущен в сентябре 1991 года. «Give It Away» была первым синглом, которая стала в конце концов самой популярной и узнаваемой песней группы. В 1992 году музыканты получили за неё Грэмми за «лучшее хард-рок выступление с вокалом», и она стала первой песней, которая попала в Modern Rock чарт. Баллада «Under the Bridge» была вторым синглом и достигла второго места в Billboard Hot 100 chart (выше группа забиралась только в 2011 году), и стала одной из самых узнаваемых песен группы. Другие синглы, такие как «Breaking the Girl» и «Suck My Kiss», также хорошо поднялись в чартах. Сам альбом стал мировой сенсацией и был продан тиражом в 15 миллионов копий, расширил круг фанатов группы и стал иконой. Blood Sugar Sex Magik занимает 310 место в списке «500 величайших альбомов» по версии журнала Rolling Stone, и в 1992 он занял 3 место в чарте U.S, спустя почти год с выхода самого альбома.
Неожиданный успех мгновенно превратил Red Hot Chili Peppers в звёзд рока. Фрушанте был ошеломлён неожиданной славой и изо всех сил старался справиться с этим. Сразу же после выхода альбома в нём начало расти недовольство популярностью группы, и начал нарастать конфликт между ним и Кидисом. Кидис вспоминает, что они с Фрушанте привыкли вступать в горячие споры после концертов: «Джон постоянно говорил, что мы слишком популярны. Я не хочу быть на этом уровне успеха. Мы должны гордиться тем, что мы играем музыку в клубах, как вы, ребята, делали это два года назад». Последние выступления с Фрушанте были хаосом. Он не был связан с группой и часто играл не те партии, что западало глубоко под кожу Кидису. Втайне от остальных Фрушанте снова пристрастился к наркотикам, а также перестал общаться со всеми, кроме своей девушки. Он резко покинул группу за пару часов до выступления во время тура Blood Sugar Japanese в 1992 году.
Музыканты протянули руку Дейву Наварро, который только что ушёл из Jane’s Addiction, однако он был слишком увлечён своими битвами с наркотиками. Группа репетировала с Зандером Шлоссом, однако спустя какое-то время они поняли, что он не в лучшей форме. Гитарист Арик Маршалл заменил Фрушанте, и группа возглавила фестиваль Lollapalooza в 1992 году. Маршалл также появится в видео «Breaking the Girl», «If You Have to Ask» и в конце 4 сезона Симпсонов, «Krusty Gets Kancelled».
В сентябре 1992 года Peppers сыграли «Give It Away» на MTV Video Music Awards. Группа была номинирована семь раз, включая «Видео года» (которое они проиграли). Однако они взяли три номинации, включая «Выбор зрителей». 24 февраля 1993 года группа вместе с Джорджем Клинтоном и P.Funk All-Stars и Weapon of Choice исполнили «Give It Away» на церемонии вручения премии Грэмми, Песню, которая выиграла первую статуэтку Грэмми в истории группы. Это выступление означало окончание Blood Sugar Sex Magik тура и было последним выступлением Маршалла с группой. Музыканты планировали продолжать играть в том же составе с Маршаллом. Однако вскоре оказалось, что он уже не вписывался в их будущие планы. На его место был нанят Джесси Тобиас, основатель группы Mother Tongue. Однако и его пребывание в группе не продлилось долго. Группа решила провести открытые прослушивания, которые стали огромным беспорядком. Фли предложил вернуть Дейва Наварро, и в этот раз он согласился.

### One Hot Minute(1993—1997)
Наварро впервые появился на сцене вместе с группой на Woodstock '94. Музыканты открывали шоу в огромных светящихся и довольно опасно отделанных металлом костюмах, что делало практически невозможной игру на инструментах. Наварро ненавидел эту идею, но смирился с ней. На выступлении группа впервые исполнила такие песни, как «Warped», «Aeroplane» и «Pea», однако они не были готовы окончательно, поэтому тексты очень отличались от конечных вариантов. После выступления на Woodstock группа отправилась в короткий тур, в ходе которого они сыграли на разогреве у The Rolling Stones. Однако по словам Кидиса, это было ужасно. Хотя внешне все проблемы группы казались решёнными, отношения между основными участниками группы и Наварро стали ухудшаться. Его отличный от остальных музыкальный опыт усложнял совместную игру группы, и это оставалось проблемой до конца года. Наварро говорил, что ему наплевать на фанк и джем. Кидис тем временем боролся с наркотической зависимостью; ему пришлось пройти стоматологическую процедуру, в которой использовался валиум как успокоительное. Это снова вызвало в нём тягу к наркотикам. Однако группа какое-то время находилась в неведении о его возобновившейся наркотической зависимости.

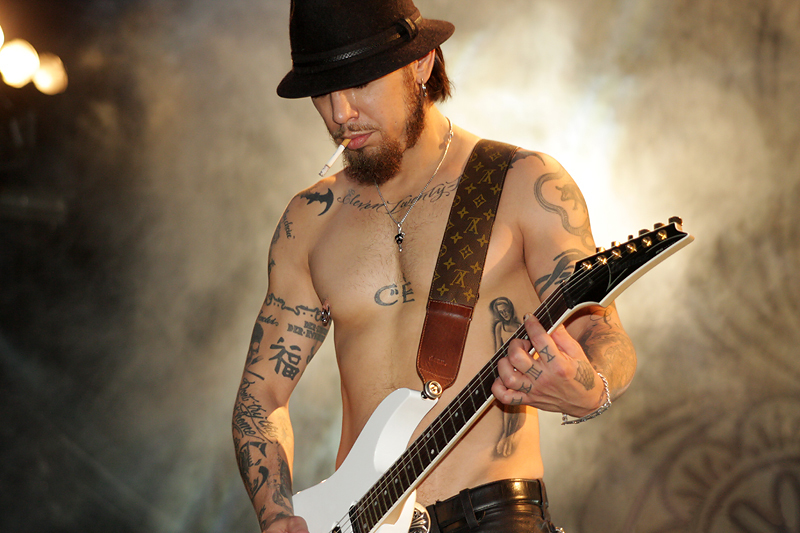
Дэйв Наварро

Все это повлияло как на саму группу, так и на звучание нового альбома One Hot Minute. С уходом Фрушанте песни записывались намного медленнее. Работу с Фрушанте Кидис считал как само собой разумеющееся: «Джон был своего рода аномалией, когда дело доходило до написания песен. Он делал это намного проще, чем Хиллел, несмотря на то, что я знал Хиллела много лет. Я просто думал, что все гитаристы такие. Ты показываешь им текст, поешь немного, и в следующий момент ты уже знаешь, что у тебя есть песня. С Дейвом такого не было». Чтобы как-то улучшить ситуацию, Кидис и Фли проводили несколько выходных вместе, в ходе которых были задуманы новые песни, при этом Кидис часто отвлекался от записи ради употребления наркотиков или придумывания новых текстов. Фли играл огромную роль в процессе написания песен, находил новые идеи для множества песен, включая полные тексты песен, а также записал вокальную партию для своей песни «Pea».
Единственный альбом, записанный группой вместе с Наварро — One Hot Minute, — вышел 12 сентября 1995 года после множества отмен и неудач. Благодаря игре Наварро группа отошла от привычной стилистики, что сейчас характеризуется как выдающееся использование тяжёлых гитарных риффов и элементы психоделического рока. Группа характеризует этот альбом как более темную, печальную запись, нежели Sex Magik. Множество текстов, написанных Кидисом, были связаны с наркотиками, включая главный, «Warped», который ошеломил Кидиса тем, что никто из группы не захотел его использовать, и он использовал его снова[что?]. Трещащие по швам отношения, смерти друзей и членов семьи также повлияли на грустные тексты альбома. Баллада «Tearjerker» была написана Кидисом о Курте Кобейне, в то время как «Transcending» была написана Фли о его старом друге Ривере Фениксе, в сингле «Shallow Be Thy Game» присутствуют выпады в сторону религии. Несмотря на смешанные отзывы, альбом стал коммерчески успешным. Он был продан тиражом в восемь миллионов копий и породил третий сингл № 1, балладу «My Friends», разделив успех в чартах с «Warped» и «Aeroplane». Также песни группы звучали как саундтреки в нескольких фильмах. Кавер на Джона Леннона, «I Found Out», стал саундтреком к Working Class Hero: A Tribute to John Lennon. Кавер на Ohio Players «Love Rollercoaster» играл в фильме Бивис и Баттхед уделывают Америку и позднее стал синглом.
27 сентября 1995 года группа начала свой тур по Европе, который включал 16 выступлений. Последующий тур по Великобритании пришлось отложить, так как Чед Смит сломал себе запястье. Группа провела большую часть 1996 года в туре по Европе и США. В 1997 музыканты отменили множество выступлений. Многие из отмен были связаны с проблемами в группе. Из-за этого Фли поговаривал об уходе из группы, а Энтони попал на мотоцикле в аварию, после чего ходил в гипсе и снова начал употреблять наркотики. Даже Наварро вернулся к наркотикам. В 1997 группа выступила только один раз — в самом начале Fuji Rock Festival 26 июля 1997 года. Несмотря на огромный тайфун, который надвигался в тот день, группа все равно выступила. Они сыграли 8 песен и были вынуждены остановить шоу из-за шторма. Это было последнее выступление с Наварро и, судя по предыдущим комментариям Фли, многие говорили о том, что это был конец группы.
Попытки продолжить работу и записать новые вещи с Наварро не увенчались успехом. Из-за его проблем с наркотиками и недостаточно усердной работы в студии группа сделала вывод, что пришло время расстаться. В апреле 1998 было объявлено, что Наварро покидает группу в связи с творческими разногласиями; решение было «взаимным». Отчёты того времени, однако, показывают, что уход Наварро был вызван пристрастием музыканта к наркотикам, которые негативно повлияли на его работоспособность.

### Возвращение Фрушанте,Californication(1998—2001)

Группа на промо-фото для Californication, около 2000 года

После ухода из группы Джон Фрушанте все больше стал увлекаться наркотиками, что привело его к бедности. Фрушанте оборвал все контакты с друзьями, однако Фли всегда оставался на связи и помог устроить Фрушанте на лечение в реабилитационный центр Las Encinas в январе 1998 года. Он вышел оттуда в феврале того года и вернулся в небольшое поместье в Silver Lake. Он нажил себе много травм/проблем за годы своей зависимости, некоторые требовали хирургического вмешательства, включая постоянные шрамы на его руках, реструктуризацию носа и новые зубы для предотвращения смертельной инфекции.

После ухода Наварро в 1998 году Red Hot Chili Peppers были на краю распада. Фли говорил Кидису: «Единственный способ сохранить группу — вернуть Джона обратно». Кидис сомневался, что Фрушанте когда-либо захочет работать с ним, у обоих были нерешённые личные разногласия, но, несмотря на это, Фрушанте присоединился к группе в 1998 году. Кидис и Фли считали, что это самое лучшее время для того, чтобы позвать Фрушанте обратно в группу — ведь он избавился от зависимости и болезней. В апреле 1998, когда Фли навестил его и попросил вернуться, Фрушанте зарыдал и сказал: «Ничто не может сделать меня счастливее». Фли решил созвониться с Энтони и попросить его встретиться с Джоном, чтобы попробовать решить все личные проблемы. Фли вздохнул спокойно, когда узнал, что они больше не имеют ничего против друг друга и оба не могут дождаться, чтобы начать писать музыку вместе. Буквально за неделю, впервые за шесть лет, возрождённая четвёрка одним толчком обновила Red Hot Chili Peppers.
Несмотря на приподнятое настроение группы, Фрушанте был умственно и психологически нестабилен. Он потерял свои гитары при пожаре, из которого еле унёс ноги, он пережил трудное время возобновления его прежней жизни. Группа начала репетировать в гараже Фли, и Фрушанте быстро восстановил свой талант. Он вернул главный компонент в звучание Chili Peppers — так же, как и здоровую мораль. Он принёс с собой глубокую преданность музыке, что оказало влияние на стиль записи альбома. Фрушанте часто подчеркивал, что работа над Californication была его самой любимой. 8 июня 1999, после года работы и тщательных репетиций, Californication вышел как седьмой альбом группы. Он был продан тиражом в 15 миллионов копий и стал самым успешным альбомом группы на сегодняшний день. Californication включает в себя меньше рэпа, чем его предшественники; основу его составили последовательные и мелодичные гитарные риффы, вокал и ударные. В альбоме три главных рок-хита: «Scar Tissue», «Otherside» и «Californication». Californication получил похвалы у критиков и огромный успех по всему миру. Несмотря на то, что все связывали успех с возвращением Фрушанте, многие отмечали также развитие Кидиса как вокалиста.
В июле 1999 года, в качестве поддержки нового альбома, группа выступила на Woodstock 1999, что принесло печальную известность насилию, которое оно вызвало. За 10 минут до шоу сестра Джими Хендрикса попросила их сыграть кавер-версию одной из песен её брата. После небольшого сомнения (из-за того, что группа не играла эту песню несколько лет), они решили сыграть «Fire». Этот сет был завершающим третий день фестиваля; небольшой огонь перерос в акт вандализма, который закончился вмешательством полиции. Нарушения переросли в насилие; ближайшая собственность, включая банкоматы и трейлеры, была разрушена. Кидис сказал: «Ясно, что эта ситуация больше не имеет ничего общего с Woodstock. Она была символом не любви и мира, а жадности и получения денег. Мы проснулись на следующий день, и все газеты и радиостанции обвинили нас в том, что мы виноваты во всём, сыграв „Fire“». После тура в 2001 году вышел первый DVD диск под названием Off the Map.

### By the Way(2001—2004)

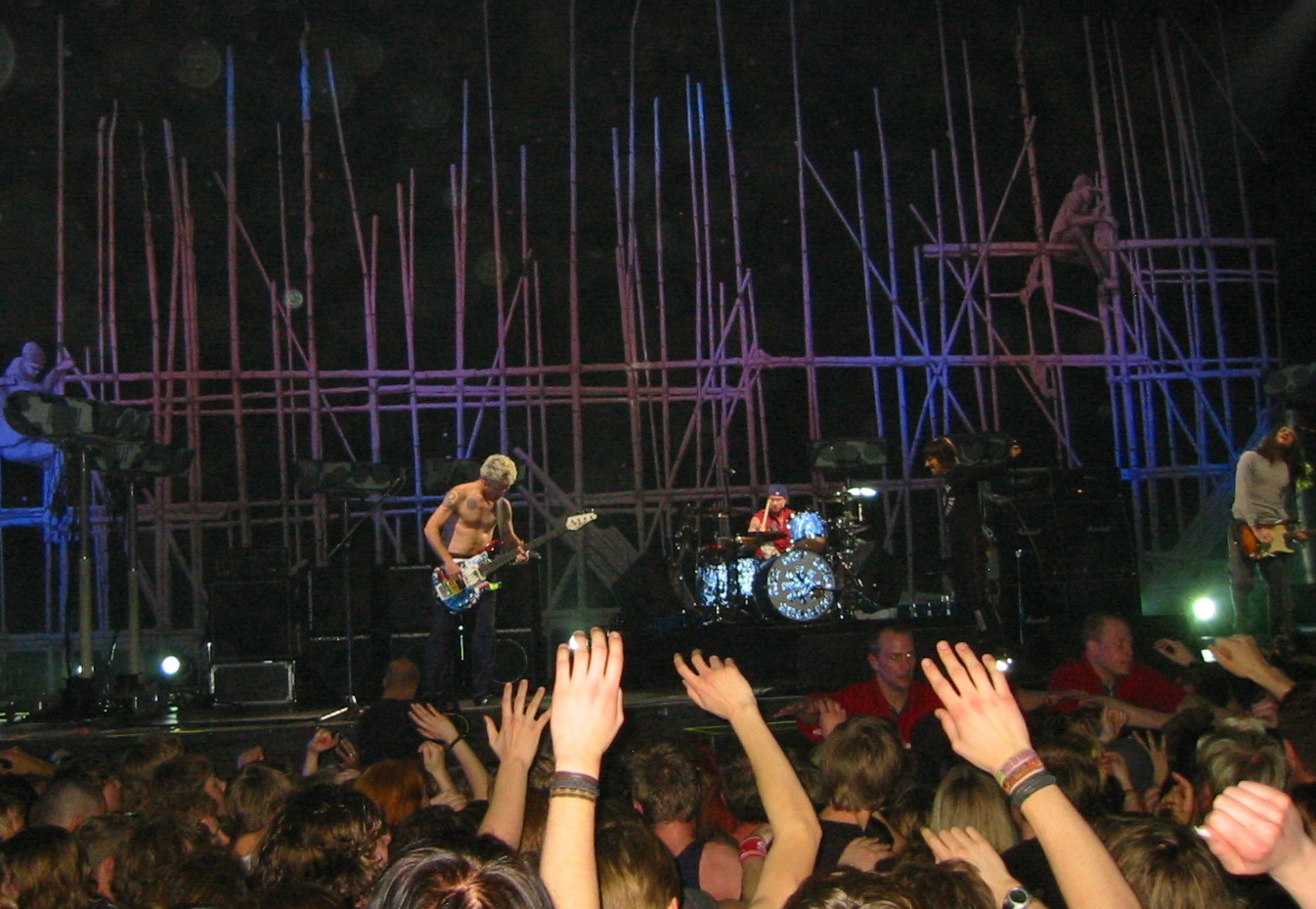
Выступление группы во время By the Way Tour в 2003 году

Написание и формирование следующего альбома группы By the Way началось сразу же после кульминации тура Californication весной 2001 года. Что касается Californication, большая часть процесса записи проходила в домах музыкантов, а также в звукозаписывающей студии. Кидис вспоминает это так: «Мы начали искать волшебство, и музыку, и риффы, и рифмы, и джемы. Мы сложили и вычли всё это, смешали и создали мелодии из всего этого». Фрушанте и Кидис будут сотрудничать несколько дней, обсуждая и делясь друг с другом текстами песен и музыкой. Для Кидиса «написание By the Way было совершенно непохожим на запись Californication. Джон пришёл в себя, он был полон уверенности».
До записи By the Way Chili Peppers решили, что снова пригласят Рика Рубина продюсировать альбом. В прошлом Рубин дал группе творческую свободу действий; это было тем, что делало альбом уникальным и могло существовать только при его возвращении. Сначала альбом развивался совсем не в том направлении, что конечный продукт; первоначально его основу составляли быстрые, хардкор-панк-песни, которые были отклонены Рубином. Фрушанте также хотел тёмный поп/нью-вейв 80-х годов, смешанный с хардкором 80-х. Процесс звукозаписи был тяжёлым для Фли, чувствующим себя аутсайдером в группе, чувствующим, что его роль уменьшилась из-за музыкальной борьбы за власть с Фрушанте. Фли хотел создать больше фанк-песен, в то время как Фрушанте чувствовал, что группа злоупотребляет фанком. Фли решил уйти из группы после записи альбома, но они в конце концов решили все свои разногласия.
By the Way был выпущен 9 июля 2002 года. В него вошли четыре сингла: «By the Way», «The Zephyr Song», «Can't Stop» и «Universally Speaking». Альбом был самым спокойным за всю историю группы, включающий в себя в основном баллады и песни, по стилю близкие к рэп-фанку. Фрушанте сконцентрировался на более слоистых текстурах песен, часто добавляя клавишные партии, которые были низкими при мастеринге, а также написал струнные аранжировки к таким песням, как «Midnight» и «Minor Thing». За альбомом последовал длинный 18-месячный тур. После европейской части тура группа выпустила DVD под названием Live at Slane Castle, записанный в Slane Castle в Ирландии 23 августа 2003. Группа выпустила полноценный альбом с выступлением Live in Hyde Park, записанный в ходе их выступления в Гайд-парке в Лондоне. Более чем 258 000 фанатов заплатили около 17 100 000 долларов за билеты за три дня, а в 2004 году пластинка поднялась на первое место в Billboard’s Top Concert Boxscores за 2004 год.
В ноябре 2003 Chili Peppers выпустили альбом Greatest Hits, который включал в себя две новые песни «Fortune Faded» и «Save the Population». Эти две песни были отобраны из сессий, состоящих из 15 треков, о которых Чед позже скажет, что группа надеялась использовать их вместе с новыми композициями, чтобы создать полный альбом после окончания тура, но Фрушанте наложил вето на эту идею, потому что его музыкальное влияние и стиль эволюционировали, и он хотел создать что-то новое.

### Stadium Arcadium(2006—2007)

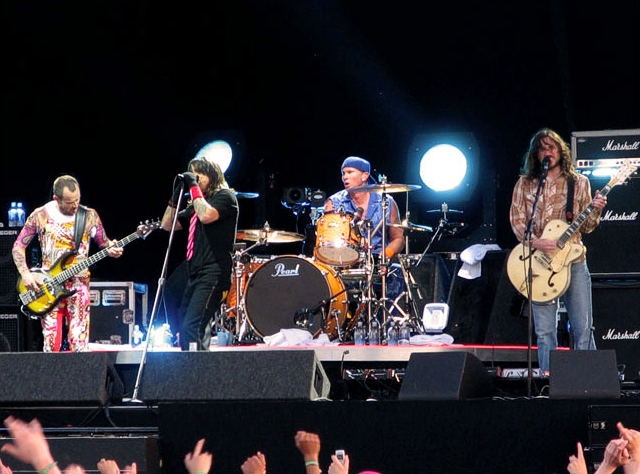
Pinkpop Festival, 2006 год

В 2006 году группа выпустила альбом Stadium Arcadium, спродюсированный Риком Рубином. Было написано 38 треков с целью разделения их на три отдельных альбома в течение шести месяцев, но группа решила выпустить 28 треков в виде двойного альбома, и выпустили девять треков из десяти в качестве би-сайдов. Это был их первый альбом, который дебютировал на первом месте в чартах США, где он находился в течение двух недель, и дебютировал под номером один в Великобритании и 25 других странах. Stadium Arcadium был продан тиражом более 7 миллионов экземпляров.
Первый сингл c пластинки, «Dani California», был быстро продаваемым синглом группы, дебютировавшим на вершине Modern Rock, достигнув № 6 на Billboard Hot 100 и достигнув № 2 в Великобритании. «Tell Me Baby» выпущен следующим и также возглавил чарты в 2006 году. «Snow ((Hey Oh))» был выпущен в конце 2006 года. Песня достигла в 11 раз за всю историю первой строчки, что давало в общей сложности 81 неделю под номером один. Это был также первый раз за всю историю, когда три последовательных сингла становились первым номером. Сингл «Desecration Smile» был выпущен в феврале 2007 года и достиг 27 позиции в чартах Великобритании. «Hump de Bump» был запланирован как следующий сингл для США, Канады и Австралии, но из-за положительных отзывов от музыкальных видеоклипов, он был выпущен во всем мире в качестве сингла в мае 2007 года.

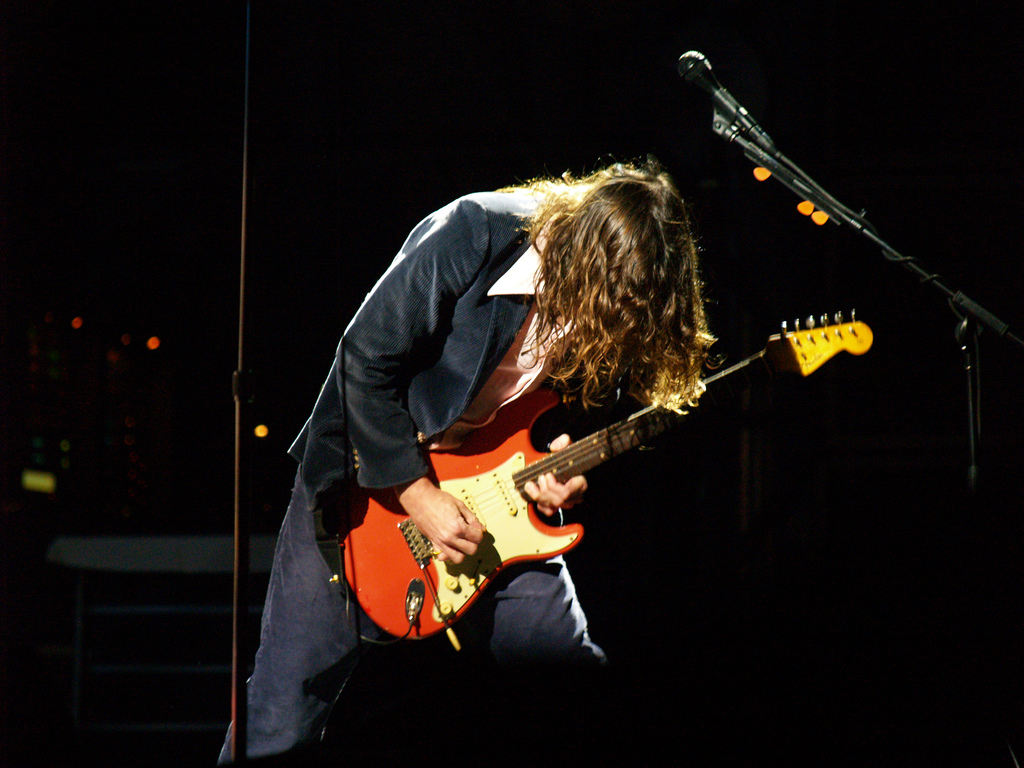
Выступление на Voodoo Music Experience, 2006

Группа начала мировое турне в поддержку Stadium Arcadium в 2006 году, начиная с промо-концертов в Европе и завершая двухмесячным туром по Европе с конца мая до середины июля. Во время этого тура Фрушанте и Джош Клингхоффер добавили к гастролям совместные гитарные партии, дополнительное звучание вокала и клавишных. Присутствие Клингхоффера позволило живым выступлениям звучать более приближённо к альбомным версиям, в туре Фрушанте добавил несколько треков от себя. Группа гастролировала по Северной Америке с начала августа до начала ноября, возвращение в Европу состоялось в конце ноября второй раз, которое продолжалась до середины декабря. RHCP начали 2007 год со второго североамериканского этапа, на этот раз включая Мексику, с середины января до середины марта. За этим последовало шоу в апреле в различных городах Австралии и Новой Зеландии и концертов в Японии в начале июня. Peppers завершили своё турне с третьей европейской части с конца июня до конца августа. Они появились на Live Earth, концерте на стадионе Уэмбли, Лондон, 7 июля 2007 года. Группа появилась на нескольких фестивалях, в том числе на Denmarks Roskilde фестивале, Oxegen в Ирландии и Fuji Rock Японии в июле 2006 года, Lollapalooza в августе 2006 года в Грант-парке, Чикаго, потом на Коачелла и фестиваль искусств в Индио, Калифорния, в конце апреля 2007 года, и в августе 2007 году они появились как одни из трёх хедлайнеров на Рединг и Лидс вместе с Razorlight и The Smashing Pumpkins.
В феврале 2007 года Stadium Arcadium выиграл пять Грэмми: Лучший рок-альбом, Лучшая рок-песня («Dani California»), Лучший рок-выступление в дуэте или группы с вокалом («Dani California»), лучший в Best Boxed Or Special Limited Edition Package, и Лучший продюсер (Rick Rubin). Rolling Stone включил альбом в «100 лучших альбомов десятилетия (2000—2009)» на 74 строчке.

### Бессрочный отпуск и второй уход Фрушанте (2008—2009)
После окончания тура в поддержку Stadium Arcadium, участники группы взяли длительный перерыв. Кидис объяснил это годами непрерывной работы, которая длится с альбома Californication (1999). Во время перерыва единственная запись была в 2008 году с Джорджем Клинтоном в его последнем альбоме George Clinton and His Gangsters of Love. В сопровождении Kim Manning, группа записала новую версию Shirley and Lee’s classic «Let the Good Times Roll». Песня стала последней песней, в которой принимал участие Джон Фрушанте.
Кидис, который недавно стал отцом, с нетерпением ждал свободное время, чтобы уделить время сыну Everly Bear и создания короткометражного фильма Spider and Son, который был создан, чтобы резюмировать автобиографию. Фли начал брать классы теории музыки в Университете Южной Калифорнии и объявил о планах выпустить инструментальные сольные записи, которые были записаны в его доме; приглашённые музыканты включают Патти Смит и хор из консерватории Silverlake. Присоединился Том Йорк из Radiohead. Фрушанте продолжил свою сольную карьеру и выпустил сольный альбом The Empyrean. Чед Смит работал с Сэмми Хагаром, Джо Сатриани, и Майклом Энтони в супергруппе Chickenfoot, а также над своим сольным проектом Chad Smith’s Bombastic Meatbats. Группа запланировала пробыть в отпуске минимум один год.
В мае 2009 года Кидис был удостоен премии Stevie Ray Vaughan на пятом ежегодном мероприятии MusiCares за преданность и поддержку фонда MusiCares MAP и за приверженность делу оказания помощи другим наркоманам с наркоманией в процессе восстановления. Кидис и различные музыканты отдали дань уважения записью «the Insects», Кидис, Чед Смит, Фли вместе с Роном Вудом, Джошем Клингхоффером и Иваном Невиллом сыграв немного кавер-версий песен.
В октябре 2009 года группа официально завершила перерыв и вошла в студию, чтобы начать писать свой десятый студийный альбом, без гитариста Фрушанте. В роли его замены выступил Джош Клингхоффер, ранее выступавший на концертах в качестве второго гитариста. В декабре 2009 года Фрушанте сделал заявление, что он официально покинул группу в 2008 году. Фрушанте объяснил на своей странице в MySpace, что не было никакой драмы или гнева по поводу его ухода из группы с того времени; все члены были очень благосклонны и отнеслись к нему с пониманием. Фрушанте сказал, что почувствовал, что его музыкальные интересы повели его в другом направлении, и что ему нужно полностью сосредоточить свои усилия на своей сольной карьере.

### Джош Клингхоффер иI’m with You(2010—2012)
Первое выступление нового лид-гитариста в составе группы — Джоша Клингхоффера состоялось 29 января 2010 года, тогда группа сыграла песню Нейла Янга «A Man Needs a Maid» в MusiCares. После нескольких месяцев выступлений, в феврале 2010 года Клингхоффер был официально подтвержден Чедом Смитом, как полная замена Фрушанте.

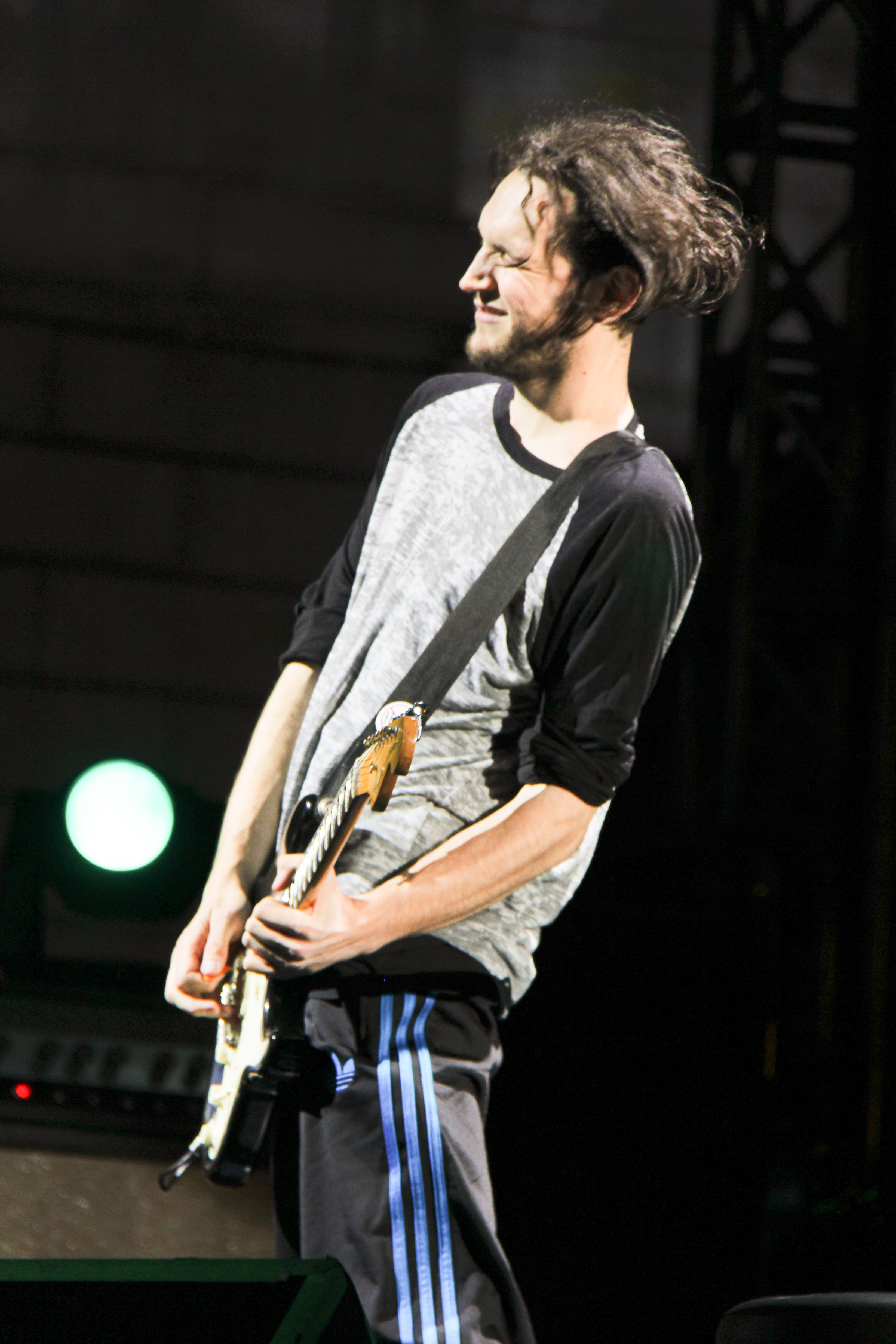
Джош Клингхоффер был вторым гитаристом на концертах группы в 2007-м году после Джона Фрушанте, которого позже (с 2011 года) заменил в составе.

Группа официально приступила к записи своего десятого студийного альбома с продюсером Риком Рубином, в сентябре 2010 года. По словам Рубина, группа записала достаточно материала, чтобы выпустить второй двойной альбом, после Stadium Arcadium, но в конечном итоге отказались от этой идеи. Рубин же отметил, что «это было больно — не разделить все материалы, которые у нас были, но мы чувствовали, что их было бы слишком много. Мы действительно хотели, чтобы на пластинке было двенадцать песен, но закончилось тем, что получилось четырнадцать только потому, что никто не мог согласиться на двенадцать». Процесс записи продолжался до марта 2011 года. Многие песни были написаны в период между октябрём 2009 года и августом 2010 года. Фли записал около 60-70 песен за десять месяцев перед входом в студию, чтобы записать альбом. Рубин тепло отзывался о Клингхоффере и новой музыке, которую он привнёс в группу: «Джош фантастичен. Он играл с Джоном Фрушанте в течение многих, многих лет, и он гастролировал с Chili Peppers и раньше, так что он был частью большой семьи. В прошлом, многие из их песен пришли через запинки, но в этот раз многие из них были продуманы и запланированы благодаря новым знаниям Фли о теории музыки».
I’m with You десятый студийный альбом группы был выпущен в США в августе 2011 года. Альбом возглавил чарты в 18 странах, однако если учесть тот факт, что альбом не стартовал на первом месте второй раз подряд в США,он был встречен в основном положительными отзывами от критиков. Первый сингл альбома, «The Adventures of Rain Dance Maggie» был выпущен на месяц раньше выпуска альбома, и стал двенадцатым номером в «number one hit single». Американская певица и клипмейкер из Калифорнии — Kreayshawn попробовала снять музыкальное видео на сингл, однако по неизвестным причинам, снятый ней клип не издался и второй вариант видео снял режиссёр Марк Класфельд. «Brendan’s Death Song» стал следующим синглом группы и вышел летом 2012 года.
Группа начала месячный промотур, проведя первые концерты с Азии. 30 августа 2011 года, группа появилась на киноэкранах по всему миру по спутнику в Кёльне, Германия показывает весь новый альбом, убрав «Even You Brutus» и добавив: «Give It Away» и «Me and My Friends». Группа официально начала тур в поддержку своего нового альбома 11 сентября 2011 года, на следующий день, 12 сентября, они играли в Коста-Рике. Тур продолжался до 2013 года, что вскоре позволило ему находится в числе самых продолжительных туров среди рок-групп на то время. Североамериканский тур, должен был начаться 19 января 2012 года, но был отложен из-за операции Кидиса, которому было необходимо решить последствия своих многочисленных травм ног которые он пережил после тура в поддержку Stadium Arcadium. Первый концерт американского турне, в том числе даты в Канаде, стартовал в марте 2012 года и продлится до июня с остальной частью уже запланированных концертов в США, завершившийся осенью 2012 года. В июле 2012 года группа выступила в Москве и Санкт-Петербурге. В 2013 году группа провела концерты в Гватемале, Австралии, Новой Зеландии, а также в странах Южной Африки и Латинской Америки.
Группа была номинирована на две награды MTV Europe Music Awards в номинации Best Rock Band (Лучшая рок-группа) и Best Live Artist (Лучшее живое выступление) и номинированы как лучшая группа в 2012 году на People's Choice Awards. I’m with You также был номинирован на премию «Грэмми» в номинации «Лучший рок-альбом».
Позже они выпустили EP с живыми выступлениями во время промотура 29 марта 2012 года. Пять песен были отобраны Чедом Смитом с 2011 года, которые были выпущены для покупки через официальный веб-сайт группы, а вскоре 1 мая 2012 года для скачивания стал доступен «Rock & Roll Hall of Fame Covers» EP, который состоял из ранее выпущенных студийных и концертных каверов на музыкантов, которые существенно повлияли на творчество участников группы. В дополнение к этому, в августе 2012 года, группа выпустила коллекцию синглов «I’m With You Sessions», которые содержат 17 песен, ранее не вошедших в сам альбом по причине, выраженной ранее продюсером Риком Рубином. Последний сингл был выпущен в апреле 2013 года.
Джек Айронс и Клифф Мартинес снова присоединились к группе во время их концерта 12 августа 2012 в Лос-Анджелесе. Через два дня во время шоу в Окленде, Джош сломал ногу во время работы, из-за чего он не мог выносить нагрузки при ходьбе. Ему предоставили стул на сцене но он смог отстоять в течение всего спектакля. Чед вскоре объяснил, что травма Клингхоффера не повлияет на их турне и пошутил, что «на самом деле травма помогает ему играть лучше».
Группа разместилась на 25 строчке Forbes' World’s «в списке самых высокооплачиваемых музыкантов за 2012 год» разместив группу на 19-й строчке, которая, согласно их расчётам, заработала $ 39 млн за альбом I’m with You, и тур в его поддержку соответственно.

### The Getaway, второе возвращение Фрушанте (2013—настоящее время)
Чед Смит рассказал, что тур в поддержку I’m with You завершится в апреле 2013 года и после тура группа сделает небольшой перерыв перед началом работы над следующим альбомом, который они планируют начать записывать в середине 2013 года. Смит сказал: «Мы все вдохновлены и Джош Клингхоффер играет лучше с каждым днем, и мы всё больше связаны как группа, очевидно, со временем мы будем более сыграны». В марте 2013 года Чед Смит ответил фанатам на своей странице в Twitter, где его спрашивали о следующем альбоме, «мы соберёмся, чтобы начать писать песни в сентябре». Фли в 2013 году занимался своим сторонним проектом Atoms for Peace вместе с перкуссионистом Мауро Рефоско.
В 2016 году группа отправилась в новый мировой концертный тур. Летом RHCP выступают на фестивалях в США, Европе и России, а осенью начнут давать сольные концерты.
17 июня 2016 года вышел одиннадцатый студийный альбом группы — The Getaway, спродюсированный Danger Mouse. Также доступны два сингла из альбома — «Dark Necessities» и «The Getaway».
15 декабря 2019 года на своём официальном ресурсе Instagram группа объявила, что расстаётся с Джошем Клингхоффером и воссоединяется с Джоном Фрушанте. Они писали, что Клингхоффер был «прекрасным музыкантом, которого мы уважаем и любим». В интервью подкасту WTF with Marc Maron, Клингхоффер сказал, что не было никакой враждебности: «Это абсолютно правильное место Джона — быть в этой группе … Я счастлив, что он вернулся с ними». 8 февраля 2020 года Фрушанте впервые за 13 лет выступил с Chili Peppers на поминальной службе, проведенной Фондом Тони Хока для покойного кинопродюсера Эндрю Беркла, сына миллиардера Рональда Беркла. Концерты были запланированы на три фестиваля в мае, но были отменены из-за пандемии COVID-19.
В августе 2020 года бывший гитарист RHCP Джек Шерман умер в возрасте 64 лет. Группа выразила ему благодарность за «хорошие времена, плохие и всё что было между ними». 24 апреля 2021 года участники объявили о прекращении сотрудничества с Q Prime, их управляющей компанией в предыдущие 20 лет. Теперь менеджером коллектива является давний друг группы Гай Осири, основатель Maverick. В августе 2021 года Рик Рубин подтвердил информацию о том, что продюсирует новый альбом RHCP и работа над ним практически завершена.
12-й студийный альбом Red Hot Chili Peppers Unlimited Love, спродюсированный Риком Рубином, вышел 1 апреля. Он продвигался синглами «Black Summer» и «This Are the Ways». NME заявил, что Unlimited Love разделяет «меланхолические риффы, гимновые припевы и мягко спетые мелодии» предыдущей работы Фрушанте с Chili Peppers, но вводит новые «гранжевые» и акустические элементы. Фрушанте сказал, что группа записала почти 50 треков и планирует выпустить следующий альбом. 31 марта Chili Peppers получили звезду на Аллее славы в Голливуде. 1 апреля SiriusXM запустил собственный эксклюзивный канал группы Whole Lotta Red Hot. 4 июня Red Hot Chili Peppers начали международный тур по стадионам. 28 августа 2022 года группа получила почётную награду Global Icon Award на церемонии VMA 2022. Награду вручал комедийный дуэт Чич и Чонг. Ещё один альбом, записанный во время сессий Unlimited Love, Return of the Dream Canteen, планируется выпустить 14 октября 2022 года. В августе вышел первый сингл «Tippa My Tongue».

## Музыкальный стиль

### Техника

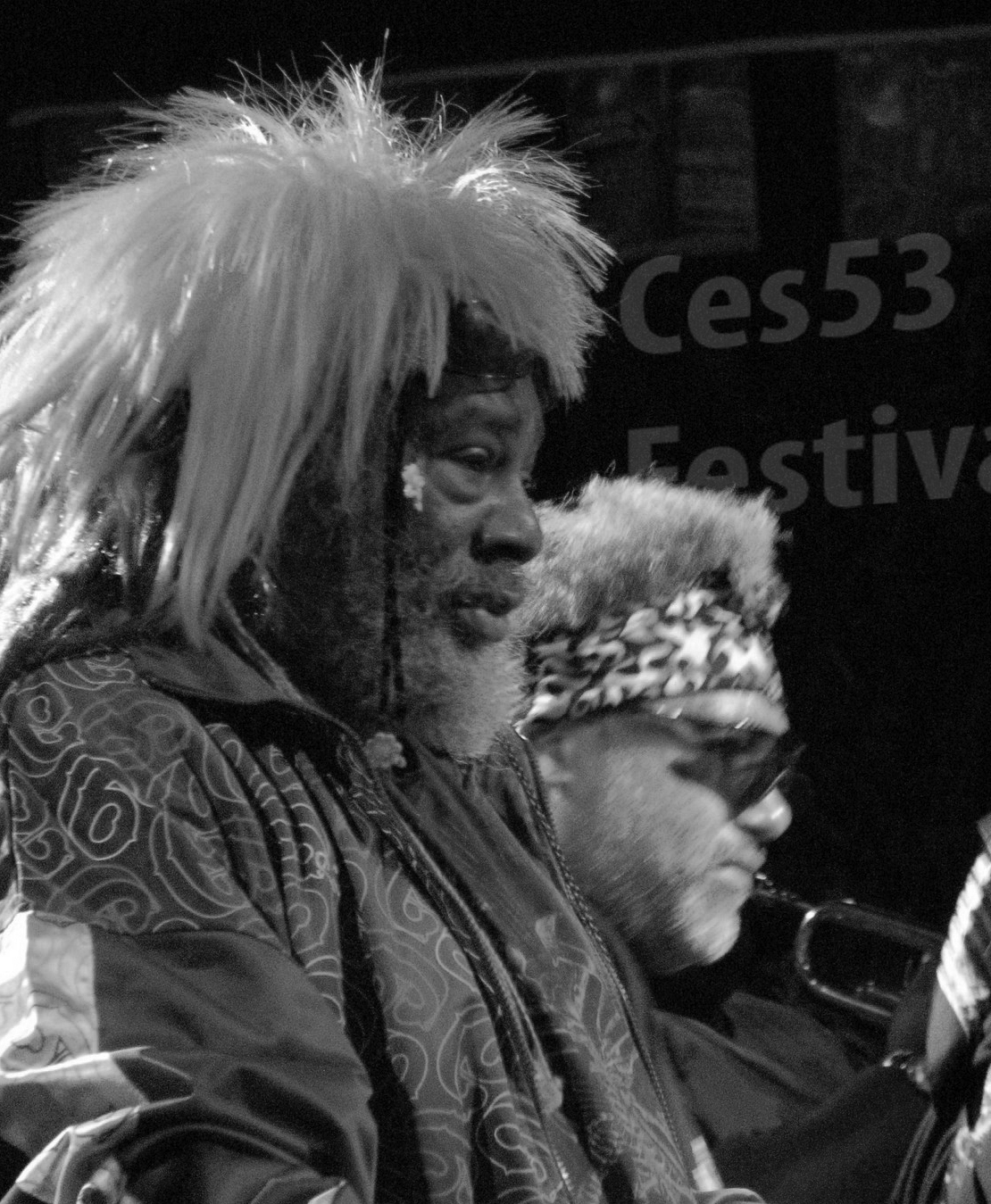
Джордж Клинтон был одним из музыкантов, повлиявших на формирование фанк-рок-звучания группы.

Музыкальный стиль группы — это смесь фанка, альтернативного рока, хард-рока и панк-рока. На группу повлияли такие музыканты, как The Beatles, Defunkt, Parliament-Funkadelic, Джими Хендрикс, Джеймс Браун, Gang of Four, Боб Марли, Sly and the Family Stone, Ohio Players, Queen, Deep Purple, Стиви Вандер, Элвис Пресли, The Beach Boys, Black Flag, Орнетт Коулман, Led Zeppelin, The Misfits, Bad Brains, Fugazi, Fishbone, Марвин Гэй, Билли Холидей, Santana, Элвис Костелло, The Stooges, The Clash, Siouxsie and the Banshees, Devo и Майлс Дейвис.
Кидис использует несколько вокальных стилей. В Blood Sugar Sex Magik он в основном читает рэп. Дополнив его традиционным вокалом, он помог группе создать законченный стиль. Начиная с Californication, музыканты стали использовать меньше речитатива в своих песнях (в By the Way было всего лишь два трека). Поздний стиль Кидиса был выработан в ходе длительных тренировок.
Стиль Хиллела Словака полностью основан на блюзе и фанке. На творчество Словака повлияли такие хард-рок-исполнители, как Джими Хендрикс, Kiss и Led Zeppelin. Его музыкальный метод был основан на импровизации, стиль который обычно используется в фанк-музыке. Он также отличался агрессивной манерой игры; он обычно играл с такой силой, что его пальцы могли «распасться на части». Кидис наблюдал, что Хиллел эволюционировал с момента игры в What Is This?. Словак принял более текучий стиль со «знойными» элементами в противовес его первоначальной хард-рок-технике. В The Uplift Mofo Party Plan Словак экспериментировал с разными жанрами вне традиционной фанк-музыки, включая регги и спид-метал. Его гитарные риффы всегда использовались как основные в песнях группы, в то время как остальные писали свои партии, чтобы дополнить его работу. Его мелодичный рифф в песне «Behind the Sun» вдохновил группу на написание «хорошеньких» песен с акцентом на мелодию. Кидис описывает песню «как чистое вдохновение Хиллела». Словак также использовал talk box в таких песнях, как «Green Heaven» и «Funky Crime», в которых он будто бы пел в трубу, в то время как играл, создавая психоделические эффекты.
Музыкальный стиль Фрушанте эволюционировал в течение всей карьеры. Его игра на гитаре берёт мелодичностью и эмоциональностью, а не виртуозностью. Хотя виртуозность и прослеживается в его карьере, он всегда говорит, что старается сократить её. Фрушанте принёс мелодичность и новое текстурное звучание таким альбомам, как By the Way, Californication и Stadium Arcadium. Видны контрасты между его резким подходом в Mother’s Milk и сухой и более послушной игрой в Blood Sugar Sex Magik. В Californication и By the Way Фрушанте скопировал технику создания тональной текстуры через аккордовые рисунки у пост-панк гитариста Вини Рейлли из The Durutti Column и у таких групп, как Fugazi и The Cure. Сначала он хотел, чтобы By the Way состоял из «панковых грубых звуков», беря вдохновение от ранних панк музыкантов, как The Germs и The Damned.

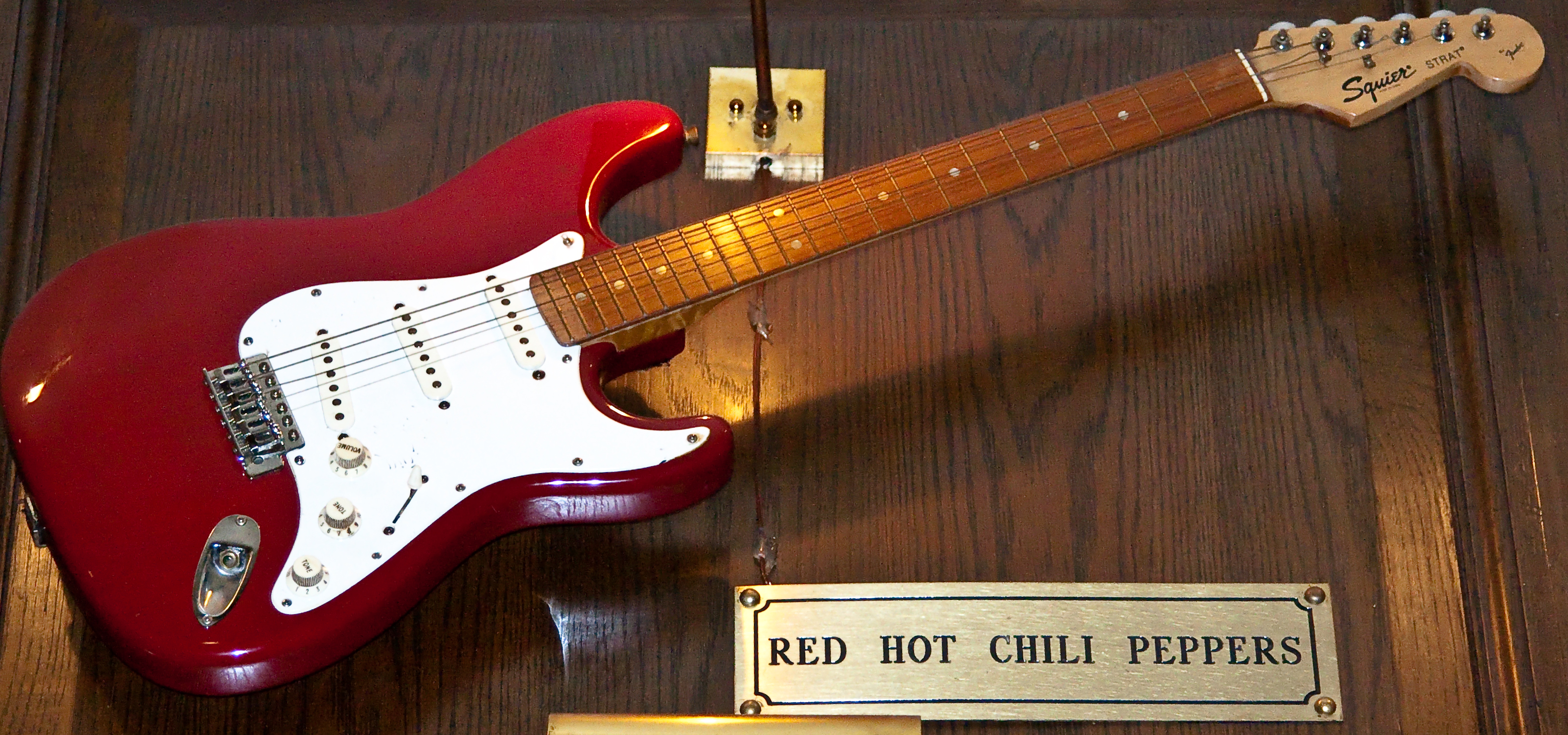
Копия сквайр-стратокастера, который использовал Фрушанте при написании большинства песен группы.

Однако Рик Рубин попросил заменить все на более мелодичный и заводной стиль, из которого в конечном итоге и состоял Californication. В течение записи Stadium Arcadium он ушёл от влияния нью-вейв и сосредоточился на более ярких гитаристах, таких как Хендрикс и Ван Хален.
Во время своего пребывания в группе Наварро принёс в неё совершенно новое звучание. Его стиль основан на тяжелом метале, прогрессивном роке и психоделике.
Стиль игры на бас-гитаре Фли — это объединение фанка, психоделики и хард-рока. Низко настроенные, groove-heavy мелодии, сыгранные либо пиццикато, либо слэпом, сформировали их фирменный стиль. В то время как слэп Фли был слышен в ранних альбомах, после Blood Sugar Sex Magik альбомы звучат уже более мелодично. Он также использовал технику игры аккордами в некоторых новых песнях. Игра Фли на басу с годами постоянно менялась. Когда он присоединился к Fear, его техника была сосредоточена вокруг традиционного панк-рока, однако он изменил свой стиль, после создания Red Hot Chili Peppers. Он начал включать слэп, на который его вдохновил Бутси Коллинз. В Blood Sugar Sex Magik заметен сдвиг в стиле, так как Фли не использовал свою фирменную технику, а стиль, имеющий более традиционные и мелодичные корни.
Барабанщик Чед Смит сочетает рок с фанком, смешивая в своих ритмах метал и джаз. Среди повлиявших на него музыкантов — Бадди Рич и Джон Бонем. Он привнес другой звук в Mother’s Milk, играя жестко и быстро. В Blood Sugar Sex Magik он демонстрирует бо́льшую силу. Он известен своими призрачными нотами, ритмами и быстрой правой ногой в своей игре. MusicRadar поместил его на шестое место в своем списке «50 величайших барабанщиков всех времен», а Rolling Stone — на 64 место в списке «100 величайших барабанщиков всех времён». Также он входит в список 50 лучших барабанщиков рока по версии журнала Classic Rock под 5 номером.

### Тексты песен и их написание
Тексты, написанные Кидисом в течение всех этих лет, затронули большое количество тем и менялись с течением времени. Сначала Кидис писал в основном комические песни с сексуальным подтекстом, на которые его вдохновляла дружба и опыт участников группы. Однако после смерти его близкого друга Хиллела Словака, тексты песен стали более интроспективными и личными, что хорошо видно в песне «Knock Me Down», которая посвящена Словаку. Когда группа приступила к написанию One Hot Minute, Кидис снова начал употреблять наркотики, что сделало его тексты мрачными. Он начал писать о мучениях и самобичевании.
Во время записи One Hot Minute, Кидис начал бороться со своей зависимостью, и это отразилось на текстах песен, они стали меланхоличными и загадочными. После того, как он стал свидетелем излечения Фрушанте от наркотической зависимости, он написал много песен о перерождении и значении жизни в Калифорнии. Также он был заинтригован жизненными уроками, которые получили участники группы, включая встречу Кидиса с молодой матерью в YWCA.
В By the Way Кидис был вдохновлён любовью к своей девушке и эмоциями, которые вызывают это чувство. Наркотики также сыграли важную роль в написании текстов, так как Кидис полностью избавился от наркотической зависимости только к 2000 году. Такие песни, как «This Is the Place» и «Don’t Forget Me» выражают его негативное отношение к наркотикам и рассказывают какое разрушающее, физически и эмоционально, действие они оказывают. Stadium Arcadium продолжил тему любви: «Любовь и женщина, беременность и женитьба, взаимоотношения — все это оказало большое влияние на пластинку. И это здорово, потому что не только я писал о том, что влюблен. Это были все участники группы. Мы были полны энергии, причиной которой была любовь».
В целом Кидис затрагивает в своих песнях темы любви и дружбы, подростковой тоски, агрессии, различные сексуальные темы и ссылается на связь секса и музыки, политический и социальный комментарий (в частности проблемы коренных американцев), романтики, одиночества, глобализации и минусов жизни в Голливуде, бедности, алкоголя, тему смерти, и Калифорнии.

## Состав
| Текущий состав - Энтони Кидис — ведущий вокал (1983—наши дни), иногда перкуссия - Фли — бас-гитара, бэк-вокал (1983—наши дни), труба (1988—наши дни), иногда фортепиано, перкуссия, гитары, ведущий вокал - Чед Смит — ударные, перкуссия (1988—наши дни) - Джон Фрушанте — гитара, бэк-вокал (1988—1992, 1998—2009, 2019—наши дни), клавишные (1998—2009), иногда ведущий вокал, перкуссия, бас-гитара | Бывшие участники - Хиллел Словак — гитара, бэк-вокал (1983, 1985—1988; умер в 1988) - Джек Айронс — ударные, бэк-вокал (1983, 1986—1988) - Клифф Мартинес — ударные (1983—1986) - Джек Шерман — гитара, бэк-вокал (1983—1985; умер в 2020) - Диуэйн Макнайт (англ. DeWayne McKnight) — гитара, бэк-вокал (1988) - Ди Эйч Пелигро (англ. D.H. Peligro) — ударные (1988) - Эрик Маршалл (англ. Arik Marshall) — гитара, бэк-вокал (1992—1993) - Джесси Тобиас (англ. Jesse Tobias) — гитара, бэк-вокал (1993) - Дэйв Наварро — соло-гитара, бэк-вокал (1993—1998) - Джош Клингхоффер — соло-гитара, клавишные, бэк-вокал (2009—2019; сессионно в 2007), иногда бас-гитара |

## Дискография
Студийные альбомы
- The Red Hot Chili Peppers (1984)
- Freaky Styley (1985)
- The Uplift Mofo Party Plan (1987)
- Mother’s Milk (1989)
- Blood Sugar Sex Magik (1991)
- One Hot Minute (1995)
- Californication (1999)
- By the Way (2002)
- Stadium Arcadium (2006)
- I’m with You (2011)
- The Getaway (2016)[121]
- Unlimited Love (2022)
- Return of the Dream Canteen (2022)